# Bud Sparhawk
John C. „Bud” Sparhawk (n. 11 august 1937, Baltimore, Maryland,) este un scriitor american de science fiction.

## Biografie

### Romane
- Distant Seas (Fantastic Books, April 2015)
- Vixen (Cosmos, December 2008)

Articole în Asimov's
- Scout (iunie 2012)
- Bright Red Star (martie 2005) - tradusă în limba română ca „Stele însângerate”

Articole Analog
- Footprints in the Snow (noiembrie 2015)
- Slider (May 2015)
- Conquest (November 2014)
- Forgiveness (June 2014)
- Deceleration (November 2013)
- CREP d'Etoile (July/August 2013)
- The Snack (March 2013)
- The Old Man's Best (May 2011)
- Astronomical Distance, Geologic Time (March 2011)
- Encounter in a Yellow Wood Arhivat în 25 martie 2012, la Wayback Machine. (March 2010)
- The Late Sam Boone (June 2008)
- The Suit (November 2007)
- Chandra's Pup (July/August 2005)
- Clay's Pride Arhivat în 23 aprilie 2012, la Wayback Machine. (July/August 2004) – Nebula Award finalist
- Sam Boone's Super Fantastic, Intragalactic, Ass-Kicking, Body-Slammin', Foot Stomping, Rasslin' Extravaganza (May 2002)
- Magic's Price (March 2001) – Nebula Award finalist
- The Debt (May 2000)
- The Emperor's Dark Matters (July/August 2000)
- Evolution (October 2000)
- Olympus Mons (February, 1998)
- The Ice Dragon's Song (July/August, 1998)
- Sam Boone's Teacup Conundrum (August 1998)
- High Flight (December 1998)
- Sam Boone's Dry Run (July, 1997)
- Primrose Rescue (May 1997)
- Sam Boone's Rational Choice (March 1997)
- Sam Boone's Appeal to Common Scents (July 1996)
- Primrose and Thorn (May, 1996) – Anlab Award winner (Analog reader's poll),

Nebula finalist; in Years' Best Science Fiction, number 14
- The Bill (February 1996)
- Resurrection (January, 1996)
- Sam Boone and the Thermal Couples (October 1995)
- Persistence (May 1994)
- Iridium Dreams (April 1994)
- Jake's Gift (September 1993)
- R-TRNRD (Mid-December, 1993)
- Dad (June,1993)
- Childish Things (December, 1994)
- Hurricane! (September, 1994)
- Mary's Present (July 1994)
- Alba Krystal (January 1977)
- The Tompkins Battery Case (August 1976)

### Alte povestiri în reviste
- Haunted (w/ Cat Rambo)("Apex & Abyss", July 2016)
- Causes and Effects (Daily Science Fiction, July 2016)
- High Jack ("Trajectories", Hydra Publications,  April 2016)
- Culmination (Daily Science Fiction, September 2015)
- Tommy and the Beast (Daily Science Fiction, 20 decembrie 2013)
- Ten Winks to Forever (Orson Scott Card's Intergalactic Medicine Show, June 2010)
- Tortuous Path (Abyss and Apex, April 2010)
- No Cord Nor Cable (Abyss and Apex, April 2009)
- Winds of Mars (Jim Baen's Universe, April 2009)
- Pumpkin Jim Baen's Universe, January 2009)
- The Super (Jim Baen's Universe, August 2008)
- Connection (Darker Matter, June 2007)
- Frost (Darker Matter, March 2007)
- An Affliction of Wyrms (iFiction, February 2006)
- Bright Red Star (Asimov's August 2004) – in Year's Best Science Fiction, number 11
- Handful of Stars (Frequency *5, Fall 2003)
- Rate of Change (Frequency, *2, January 2001)
- Mercenary (Absolute Magnitude, Summer, 1998)
- Beryl's Run (Absolute Magnitude, Winter 1999)
- Etiquette (Radius, April 1995)
- Rate of Change (Radius, November 1995)
- Eve of Feast (Radius, December 1994)
- Culmination (Daily SF, July 2015)

### Povestiri în antologii
- Pilgrim (Fantastic Future 13, February 2013)
- True Friends (Dogs of War, April 2013)
- Hard Choices (Best Laid Plans, December 2012)
- Cybermarine (Defending the Future, December 2013)
- The Glass Box (So It Begins, March 2009)
- Broadside (Breach the Hull, November 2007)
- Alliances (Breach the Hull, November 2007)
- Dancing with Dragons (Wildside Press), collection
- Sam Boone - Front to Back (FoxAcre Press), collection of the Sam Boone stories
- Bright Red Star (Year's Best SF, Number 11, 2004)
- Seduction (Through a Glass Darkly, Lite Circle Books, 2003)
- Pumpkin (Dancing with Dragons, Wildside Press)
- Fierce Embrace (Return of the Dinosaurs, DAW Books,1997)

### Cărți electronice
- Distant Seas (eNovel)
- Stone in the Glade (eNovel) (As J Carroll)
- Two Novellas (eCollection)
- Three from the Dark Side (eCollection)
- Mars & Beyond (eCollection)
- Magician (eNovel)
- Evolution (eCollection)
- Boy’s Book of Science (eNovel)
- Short Subjects (eCollection)

### Nonfiction
- Premature Submission Syndrome  (The SFWA Bulletin Summer 2015)
- The Eleven Stages of Publication (The SFWA Bulletin Summer 2014)
- Writing Tools (Clarkesworld Magazine #92)
- From the Treasurer(The SFWA Bulletin, Winter 2014)
- Taxes and the Short Fiction Writer (The SFWA Bulletin, Winter 2013)
- Laugh Lines (How to Write Science Fiction, Dragon Moon Press, 2007)
- Your Literary Legacy (The SFWA Bulletin, Winter 2006)
- Cold Trophies (Artemis, Fall 2003)
- Ms Management (Speculations 21, June 1999)
- Love's Labor. Lost! (Speculations 20, April 1998)
- The Last Great Man (Speculations, March 1995)
- The Hat and the Dragon (Chesapeake Bay Magazine, October 1992)
- Hugo and Me (Chesapeake Bay Magazine, April 1992)